# Kim Myung-jun
Kim Myung-jun (Icheon, 21 maart 2006) is een Zuid-Koreaans voetballer die sinds januari 2025 onder contract ligt bij KRC Genk.

## Clubcarrière
Myung-jun maakte op 6 november 2024 zijn officiële debuut voor het eerste elftal van Pohang Steelers, de club waar hij een groot deel van zijn jeugdopleiding genoot: in de AFC Champions League Elite-wedstrijd tegen Shandong Taishan (4-2-winst) mocht hij in de 70e minuut invallen. Vier dagen later maakte hij ook zijn debuut in de K League 1: op de voorlaatste speeldag van de competitie mocht hij in de 0-3-nederlaag tegen Gimcheon Sangmu FC bij de rust invullen.
In januari 2025 maakte Myung-jun de overstap naar de Belgische eersteklasser KRC Genk, waar hij een contract tot medio 2027 met optie op twee extra seizoenen ondertekende. Myung-jun sloot er aanvankelijk aan bij Jong Genk, het beloftenelftal van de club in Eerste klasse B.

## Interlandcarrière
Myung-jun nam in 2023 met Zuid Korea –17 deel aan het WK onder 17 in Indonesië. Myung-Jun scoorde in de groepswedstrijden tegen de Verenigde Staten en Burkina Faso, maar kon niet vermijden dat Zuid-Korea 0 op 9 sprokkelde in de groepsfase.

## Trivia
- In oktober 2023 werd hij door de Britse krant The Guardian opgenomen in de lijst van de 60 grootste voetbaltalenten geboren in het jaar 2006.[2]

1 Van Crombrugge ·
2 Pierre ·
3 Mujaid ·
6 Smets ·
7 Bonsu Baah ·
8 Heynen  ·
9 Oh ·
11 Oyen ·
14 Sor ·
15 Claes ·
17 Hrošovský ·
18 Kayembe ·
19 Medina ·
20 Karetsas ·
21 Bangoura ·
22 Manguelle ·
23 Steuckers ·
24 Sattlberger ·
27 Nkuba ·
32 Adedeji-Sternberg ·
34 Palacios ·
39 Penders ·
44 Kongolo ·
51 Brughmans ·
77 El Ouahdi ·
99 Tolu ·
Coach: Fink